# Zuidelijke Rekenkamer
De Zuidelijke Rekenkamer onderzoekt de doeltreffendheid, de doelmatigheid en de rechtmatigheid van het gevoerde bestuur van de provincies Noord-Brabant en Limburg. De Zuidelijke Rekenkamer is gevestigd in Eindhoven.

## Werkwijze
De Zuidelijke Rekenkamer rapporteert aan Provinciale Staten. Kritiek van de Zuidelijke Rekenkamer kan voor Provinciale Staten aanleiding zijn om Gedeputeerde Staten ter verantwoording te roepen. De rapporten van de Zuidelijke Rekenkamer zijn openbaar en voor iedereen toegankelijk op haar website.

## Bestuur en organisatie
De Zuidelijke Rekenkamer is een gemeenschappelijke regeling van de provincies Noord-Brabant en Limburg, en bestaat sinds 2005 (zie ook Geschiedenis). De Zuidelijke Rekenkamer heeft een collegiaal bestuur, dat bestaat uit twee leden en een voorzitter. Bestuursleden worden voor de duur van zes jaar benoemd door Provinciale Staten van de provincies Noord-Brabant en Limburg. Provinciale Staten benoemen de voorzitter van het bestuur. De leden wijzen uit eigen midden een plaatsvervangend voorzitter aan.
Het bestuur bestaat uit Marc Vermeulen (voorzitter), Nellie Verbugt en Herman Sietsma.
De medewerkers van het bureau verrichten onderzoekswerkzaamheden en fungeren als projectleider voor onderzoeken die aan derden worden uitbesteed. Per deelnemende provincie worden drie Statenleden afgevaardigd naar de Programmaraad. De Programmaraad adviseert over het voorgenomen onderzoeksprogramma van de Zuidelijke Rekenkamer en fungeert desgewenst als klankbord voor het bestuur.

## Geschiedenis
Op 15 februari 1386 stelde Filips de Stoute (1342-1404), hertog van Bourgondië en graaf van Vlaanderen, een 'Camere van den Rade' (Chambre du Conseil) in. Deze raadkamer had een gerechtelijke en een financiële afdeling. Uit de gerechtelijke afdeling zou zich de Raad van Vlaanderen ontwikkelen, uit de financiële afdeling de Rekenkamer van Vlaanderen in Rijsel, de eerste echte rekenkamer in de Nederlanden. Twintig jaar later richtte Anton van Bourgondië (1384-1415), zoon van Filips de Stoute, op 20 februari 1406 een 'Camere vander rekeninghen' voor Brabant op. De Rekenkamer werd gevestigd in Vilvoorde en werd belast met het onderzoek naar de rekeningen van alle kashouders en betalers van het hertogdom. Het jaar erna verhuisde de Brabantse Rekenkamer naar Brussel.
In de kleine vierhonderd jaar daarna verandert de rekenkamer nog een aantal maal van standplaats en van samenstelling, maar blijft ze de controlerende instantie van verschillende hertogdommen, graafschappen, gewesten en departementen. Totdat in 1795 de Oostenrijkse Nederlanden worden geannexeerd door de Eerste Franse Republiek. De Fransen voeren allerlei staatshervormingen in. In 1802 wordt nog 'tot waarborg en geruststelling der Ingezetenen' de Rekenkamer van het Departement Braband opgericht, maar deze rekenkamer is een kort leven beschoren. Ze blijft drie jaar bestaan, totdat in 1805 het Staatsbesluit wordt genomen 'betreffende het dissolveren der Departementale Rekenkamers'. In 1814 wordt vervolgens de Algemene Rekenkamer opgericht. Het zou tot 2003 duren, het jaar waarin de Wet dualisering provinciebestuur ingaat, voor er weer over provinciale rekenkamers wordt gesproken. De Zuidelijke Rekenkamer Noord-Brabant en Limburg is bij gemeenschappelijke regeling per 1 januari 2005 opgericht. 